# Gaston Delalande
Gaston Albert Eugene Delalande (* 18. Februar 1874 in Twickenham; † 13. Juni 1960 in Vouvray) war ein französischer Autorennfahrer britischer Abstammung.

## Karriere im Motorsport
Delalande bestritt in den 1920er-Jahren sowohl Sportwagen- als auch Monopostorennen. Zu dieser Zeit war er Werksfahrer beim französischen Automobilproduzenten Rolland-Pilain. 1923 war er für das Team beim Großen Preis von Italien am Start. Vom zehnten Startplatz aus ins Rennen gehend fiel er nach 30 Runden aus. 1925 wurde er bei einem Sportwagenrennen im Rahmen des Großen Preises von Frankreich Sechster.
Viermal war er beim 24-Stunden-Rennen von Le Mans am Start. Beim Debüt der Veranstaltung 1923 erreichte er gemeinsam mit Jean de Marguenat auf einem Rolland-Pilain B22 den siebzehnten Rang in der Gesamtwertung. Seine beste Platzierung erzielte er 1924 mit dem sechsten Endrang. Diesmal fuhr er das Rolland-Pilain-Folgemodell, den C23. Sein Teampartner war bei diesem Rennen Georges Guignard.

## Statistik

### Le-Mans-Ergebnisse
| Jahr | Team                                  | Fahrzeug                       | Teamkollege       | Platzierung     | Ausfallgrund |
| ---- | ------------------------------------- | ------------------------------ | ----------------- | --------------- | ------------ |
| 1923 | Rolland-Pilain                        | Rolland-Pilain B22             | Jean de Marguenat | Rang 17         |              |
| 1924 | Ets. Automobiles Rolland et Pilain SA | Rolland-Pilain C23 Sport       | Georges Guignard  | Rang 6          |              |
| 1925 | Ets. Automobiles Rolland et Pilain SA | Rolland-Pilain C23 Super Sport | Paul Chalamel     | nicht klassiert |              |
| 1926 | SA des Établissements Rolland-Pilain  | Rolland-Pilain C23 Super Sport | Louis Sire        | nicht klassiert |              |